# K.Bevinahalli, Koratagere
K.Bevinahalli là một làng thuộc tehsil Koratagere, huyện Tumkur, bang Karnataka, Ấn Độ.